# Citibank
O Citibank é a divisão de consumo da multinacional de serviços financeiros Citigroup. Foi fundado em 1812 como o "Banco da Cidade de Nova York", mais tarde "First National City Bank of New York". Em março de 2010, o Citigroup era o maior holding bancário nos Estados Unidos por ativos totais, seguido pelo Bank of America e pelo JP Morgan Chase.

## Descrição
O Citibank é um banco global com mais de três mil filiais em 36 países ao redor do mundo. Os Estados Unidos são o maior mercado único, com aproximadamente 26% das agências, gerando 51% da receita da empresa. As 983 filiais norte-americanas do Citibank estão concentrados em grandes áreas metropolitanas, incluindo as de Nova York, Chicago, Los Angeles, São Francisco, Washington, DC, Miami, Boston, Houston e Dallas. Os mercados da América Latina representam 25% das receitas, Ásia 20% e Europa/Oriente Médio/África 4%.
Além de operações bancárias normais, o Citibank atua no mercados de seguros, cartões de crédito e produtos de investimento. Sua divisão de serviços online está entre as mais bem-sucedidas na área, com cerca de 15 milhões de usuários.

## Crise financeira de 2008
Como resultado da crise financeira de 2008 e enormes perdas no valor de seus ativos hipotecários subprime, o Citibank foi socorrido com recursos do governo dos Estados Unidos. Em 23 de novembro de 2008, além de rubricar uma ajuda de 25 bilhões de dólares estadunidenses, outros 25 bilhões de dólares foram investidos na empresa, juntamente com garantias para ativos de risco no valor de 306 bilhões de dólares. Desde esse período, o Citibank pagou integralmente seus empréstimos feitos com o governo, o que resultou em um lucro líquido para o governo estadunidense.